# دریاچه باتمیش
دریاچه باتمیش (ترکی استانبولی: Batmış Gölü) یک دریاچه در استان بیتلیس کشور ترکیه است.